# Foz
Foz egy község Spanyolországban, Lugo tartományban. Foz Burela, Cervo, O Valadouro, Alfoz, Mondoñedo, Lourenzá és Barreiros Municipality községekkel határos. Lakosainak száma 10 198 fő (2024).

## Turizmus, látnivalók
Foz híres műemléke a tengerparti községközponttól mintegy 4 km-re található Bragai Szent Márton-templom, Spanyolország első székesegyháza.

## Népesség
A település népessége az elmúlt években az alábbi módon változott:
| Lakosok száma | 9659 | 9619 | 9841 | 9970 | 9978 | 9899 | 9931 | 9980 | 10 118 | 10 198 |
|               | 2001 | 2004 | 2007 | 2009 | 2012 | 2014 | 2017 | 2019 | 2022   | 2024   |